# جيمي وارد (لاعب هوكي الجليد)
جيمي وارد هو لاعب هوكي الجليد كندي، ولد في 1 سبتمبر 1906 في ثاندر باي في كندا، وتوفي في 15 نوفمبر 1990 في بورتلاند في الولايات المتحدة.

## وصلات خارجية
- جيمي وارد على موقع دوري الهوكي الوطني (الإنجليزية)
- جيمي وارد على موقع قاعة مشاهير الهوكي (لاعب أن.إتش.أل) (الإنجليزية)
- جيمي وارد على موقع HockeyDB.com (الإنجليزية)
- جيمي وارد على موقع Hockey-Reference.com (الإنجليزية)